# 圣卢
圣卢（法語：Saint-Loup，法語發音：[sɛ̃ lu]）是法国罗讷省的一个旧市镇，属于索恩河畔自由城区。2019年，圣卢与临近的3个市镇合并为新市镇蒂尔迪讷河畔万德里。

## 地理
圣卢（45°53'41"N, 4°29'22"E）面积9.65 平方千米，位于法国奥弗涅-罗讷-阿尔卑斯大区罗讷省，该省份为法国中东部省份，北起顺时针与索恩-卢瓦尔省、安省、里昂大都会、伊泽尔省和卢瓦尔省接壤。
与圣卢接壤的市镇（或旧市镇、城区）包括：达雷泽、圣克莱芒-叙瓦尔索讷、圣韦朗、萨尔塞、莱索尔姆、蒂尔迪讷河畔蓬沙拉、圣福尔热、塔拉尔。

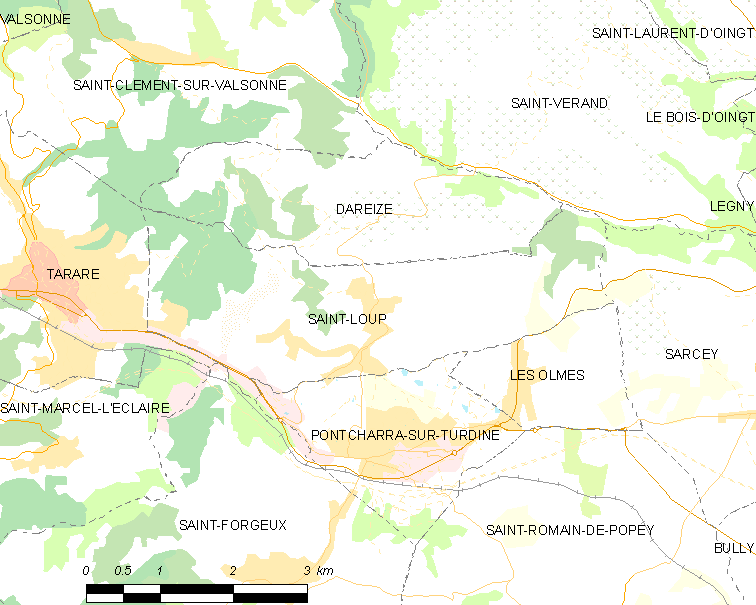
圣卢的OSM定位图

圣卢的时区为UTC+01:00、UTC+02:00（夏令时）。

## 行政
圣卢的邮政编码为69490，INSEE市镇编码为69223。

## 政治
圣卢所属的省级选区为塔拉尔县。

## 人口

1962-2008年间圣卢人口变化图示

圣卢于2018年1月1日时的人口数量为1091人。